# علم المعاجم
علم المعاجم (بالإنجليزية: Lexicology)‏ هو جزء من المعجمية يهتم بدراسة الكلمات وطبيعتها ومعناها، وعناصر الكلمات، والعلاقات بين الكلمات (العلاقات الدلالية)، ومجموعات الكلمات ودراسة كل المعجم للغة من اللغات. ويتربط علم المعاجم بعلم آخر هو علم صناعة المعاجم (Lexicography)، ومن أشهر المعاصرين العرب الذين لهم دراسات جادة ومفيدة في علم المعاجم العالم العراقي علي القاسمي، كما أن مكتب تنسيق التعريب بالرباط ومجلته اللسان العربي لهما اهتمام كبير بعلم المعاجم وعلم صناعة المعاجم.

## تعريف المعجم
المعجم لغةً: (هو قاموس، كتاب يضمُّ مفرداتٍ لغويَّةً مرتَّبة ترتيباً مُعيَّناً وشرحاً لهذهِ المفردات، أو ذكر ما يُقابلها بلغة أخرى)، أمّا اصطلاحاً: هو الكتاب الذي يحتوي على شرح المُفردات والألفاظ اللغويّة وتوضيح مَعانيها وصفاتها ودلالاتها.
وسمي أيضا القاموس: البحر العميق. وإنما سميت المعجمات بالقواميس نظراً لأن الفيروزآبادي سمى كتابه (القاموس المحيط) واشتهر هذا الكتاب حتى اتسعت الدلالة فأصبح كل معجم يسمى قاموساً.

## نشأة وتاريخ المعاجم
تعود نشأة وتاريخ المَعاجم في اللّغة العربيّة إلى نزول القرآن الكريم؛ لضرورة توضيح المُفردات والألفاظ اللغويّة، ودخول الكثير من غير العرب في الإسلام وتحديداً في القرن الثّاني الهجري، وقد سُمّي المُعجم بهذا الاسم اشتقاقاً من الفعل (أعجم)، أي بمعنى أزال العجمة، وهنالك الكثير من الناس من يستبدلون كلمة المُعجم بالقاموس؛ فكلمة القاموس في اللّغة تعني البحر، وقد تكون صفة للمعجم ليس أكثر، الأمر الذي استدعى وجوده لتفسير ما يصعب عليهم من مفردات.
وكان ابن عباس رضي الله عنه من أعلم الناس بمعاني القرآن وكان يحفظ الشواهد عليها من كلام العرب، وقد سأله
نافع بن الأزرق أسئلة كثيرة عن معاني بعض ألفاظ القرآن فأجاب عنها واستشهد على كل معنى ببيت من شعر العرب.
والمرحلة الحقيقية هي مرحلة جمع اللغة من أفواه العرب حفاظاً عليها من الضياع وذلك عندما اختلط العرب بالأعاجم ووجد اللحن فانبرى لذلك جمع من العلماء الثقات وشافهوا العرب في البوادي وكتبوا عنهم كالكسائي والخليل والشافعي والأصمعي وغيرهم، وجمعوا هذه المادة دون تنظيم.
ثم جاء الخليل ورتب اللغة على الألفاظ ثم توالت المعجمات بعد ذلك.

## أنواع المعاجم

### معجمات المعاني أو الموضوعات
وهي المعجمات التي تجمع الألفاظ التي تخص موضوعاً معيناً كالإبل أو اللبن أو الحشرات أو أسماء السيف وصفاته أو أسماء الخيل وأسماء ألوانها وأصواتها…، ومن هذه الكتب: الغريب المصنف لأبي عبيد القاسم بن سلام، فقه اللغة وسر العربية للثعالبي، كفاية المتحفظ لابن الأجدابي، المخصص لابن سيده وهو أوسعها.

### معجمات الألفاظ
وهي المقصودة عند الإطلاق وهي التي تجمع ألفاظ اللغة عموماً حسب ترتيب معين دون نظر إلى الموضوع، ومنها: اللسان، القاموس، الصحاح.

### معاجم المُعرَب والدّخيل
هي المعاجم التي تحتوي على الألفاظ والمفردات التي أُدخِلت إلى اللّغة العربيّة من الأقوام والشّعوب الأجنبيّة، مثل الرّوم والفرس، وعُرِّبَت.

### معاجم الأمثال
هي المعاجم التي تحتوي على الأمثال العربيّة وشرحها وتوضيح معانيها ومقاصدها.

### معاجم المفردات
هي المعاجم التي تحتوي على المعاني الخاصّة بمُفردات القرآن الكريم والسُنّة النبويّة.

### معاجم المُصطلحات العلميّة والفنيّة
هي المعاجم التي تحتوي على شرح وتوضيح المُصطلحات الطبيّة والعلميّة والفنيّة.

## أهمّ معاجم اللغة العربيّة
هنالك العديد من المعاجم في اللّغة العربيّة للعديد من المُؤلّفين الذين اتّبع كلّ منهم نسقاً وترتيباً مُعيّناً يختلف عن الآخر، وفيما يأتي أهم معاجم اللّغة العربيّة ومُؤلّفيها مُقسّمة حسب طريقة ترتيبها ونوعها:

### معاجم الألفاظ
العين للخليل الفراهيديّ، وأساس البلاغة للزَمخشريّ، والمُحكم لابن سيده، وديوان الأدب للفارابّي، والمُعجم الوسيط لمَجمع اللّغة العربيّة.

### معاجم المعاني
مُتخَيَّرالألفاظ لابن فارس، والمُخصّص لابن سيده، والغريب المُصنّف لأبي عبيد القاسم بن سلام.

### معاجم المُصطلحات
كتاب التّعريفات للجَرجانيّ، والكُليّات للأبي البقاء أيوب بن موسى الكفويّ، وقاموس طبيّ إنجليزي عربي لخليل خير الله، والمُعجم العسكري المُوحّد للجامعة العربيّة.

### معاجم الأمثال
مجمع الأمثال لأحمد الميدانيّ، والمُستقصيّ للزَمخشريّ، والوسيط في الأمثال للواحدي.

### معاجم المُفردات
المفردات في غريب القرآن لأبي القاسم الأصفهانيّ، والمعجم المُفَهرس لألفاظ القرآن الكريم لمحمد فؤاد عبد الباقيّ.

## أهميّة المعجم في اللّغة
1. المُحافظة على القرآن الكريم، وضمان سهولة الفهم، وضمان صحته بشكل كامل.
2. دمج الألفاظ اللغويّة والمُفردات مع الشّواهد والأمثلة القرآنيّة والنبويّة لضمان استمرارها عبر الزّمن.
3. بناء مادّة سهلة ومُيسّرة لتعليم اللّغة العربيّة لغير العرب واللذين يريدون تعلُّمها من الثّقافات والشّعوب الأخرى حول العالم.
4. الحفاظ على اللّغة العربيّة من الفساد والضّياع.
5. توضيح المعاني والمُفردات والألفاظ اللغويّة الجديدة والغريبة بطريقة تُبسِّطها وتُقرِّبها من العقل.
6. توضيح طريقة اللّفظ والهجاء لكلّ من المُفردات الواردة فيه.
7. تحديد النّوع الصرفيّ للكلمة سواءً كانت اسماً، أم فعلاً، أم حرفاً، والتّمييز بين المذكر والمؤنث منها، ونحو ذلك من الأمور الصرفيّة.
8. توضيح معنى الكلمة والإشارة إلى مجال استخدامها؛ لأنّ هنالك العديد من الكلمات في اللغة التي تحتمل أكثر من معنى.

## طريقة ترتيب المعجمات
للمعجمات طرق متعددة في الترتيب، وأهمها:

### 1) الترتيب على حسب المخارج
ويسمى نظام التقليبات الصوتية، وهو أسبقها وذلك ككتاب العين فإنه نظر إلى أبعد الحروف في المخرج وهي الهمزة فوجدها تسهل إلى الواو والألف والياء فتركها، ثم نظر إلى الحرف الثاني في المخرج وهو الهاء فوجدها شبيهة بالهمزة فتركها، ثم انتقل إلى الحرف الثالث في المخرج وهو العين فبدأ بها وسمى كتابه (العين)، وفي باب العين بدأ بالثنائي، ثم الثلاثي الصحيح، ثم الثلاثي المعتل، ثم اللفيف، ثم الرباعي، ثم الخماسي، ثم المعتل.
ويلحظ أن الكلمة ومقلوباتها عولجت في موضع واحد نحو:
عبد، عدب، دبع، دعب، بعد، بدع.
فالأسس التي يقوم عليها كتاب العين:
- تقسيم الكتاب إلى كتب بعدد حروف الهجاء.
- تقسيم الكتب إلى أبنية.
-التقليب.
ومن الكتب التي سارت على نهجه: تهذيب اللغة للأزهري، مختصر العين للزبيدي، المحكم لابن سيده، المحيط للصاحب بن عباد.

### 2) نظام القافية
وأول من استعمله الجوهري في الصحاح، وهذا النظام يساعد الشعراء والكتاب الذين يحرصون على السجع، كما أن الزوائد في الآخر أقل.
وقد سار الجوهري على النظام المعروف إلا أنه وضع الواو بين النون والهاءفأصبحت آخر الحروف هكذا: ل، م، ن، و، هـ، ي.
ثم تقسم الحروف إلى فصول كل فصل تبدأ فيه الكلمة بحرف من حروف الهجاء.
وممن سار على هذا المنهج: ابن منظور في اللسان، والفيروزآبادي في القاموس المحيط، والزبيدي في تاج العروس.

### 3)الترتيب الأبجديالعادي
كالمجمل والمقاييس لابن فارس، وقد وضع لكل حرف فصلاً خاصاً فيقول: الحاء وما بعدها ويقصد بالذي بعدها الخاء ثم الحاء والدال وهكذا، ومن الكتب التي سارت على ذلك: مختار الصحاح، المصباح المنير، المعجم الوسيط.

## طريقة الكشف عن المادة في المعجمات اللغوية

### تجريد الكلمة من كل زيادة فيها
كـ (أل ) التعريف، وما زيد في آخر المثنى والجمع، وحروف المضارعة، والتأنيث.
فالكلمات: أكتبُ، استكتبَ، كاتبَ، كاتِب، كتاب، مكتبة، يكتبون، كلها في مادة (ك ت ب).

### رد ما قلب من الحروف أو حذف بسبب الإعلال إلى أصله
موقن: الواو أصلها الياء بدليل اليقين وأيقن، فالكلمة توجد في (ي ق ن).
تقوى: الواو أصلها الياء بدليل: تقي.
سيّد: الياء أصلها الواو لأنها من سود.
ميزان: في مادة (وزن)، ميعاد في (وعد).
ديار: في (دور).
السماء: في سمو.

### فك الإدغام
فـ (ملّ) يوجد في (ملل) و(شدّ) في (شدد)، إمّحى في (محو).